# Copa Gobernador de la Provincia 1961

## Torneo
| 8 de enero de 1961, 22:10 | Barcelona   | 1:0 (0:0) | Peñarol | Est. Modelo Alberto Spencer, Guayaquil |  |
|                           | Cañarte 88' |           |         |                                        |  |

| 12 de enero de 1961, 22:10 | Emelec            | 1:1 (1:0) | Independiente | Est. José María Minella, Mar del Plata |                            |
|                            | Abelairas 35' (p) |           | Machín 73'    | Árbitro(s): Gabriel Favale             | Árbitro(s): Gabriel Favale |

| 15 de enero de 1961, 22:10 | Barcelona   | 1:0 (0:0) | Independiente | Est. José María Minella, Mar del Plata |                           |
|                            | Boselli 38' |           |               | Árbitro(s): Rafael Furchi              | Árbitro(s): Rafael Furchi |

| 18 de enero de 1961, 22:10 | Peñarol                   | 4:2 (0:0) | Emelec | Est. Padre Ernesto Martearena, Salta |                          |
|                            | Ferrari 83' (p) Rubén 86' |           |        | Árbitro(s): Pablo Lunati             | Árbitro(s): Pablo Lunati |

| 19 de enero de 1961, 22:10 | Barcelona           | 2:2 (0:0) | Emelec     | Est. José María Minella, Mar del Plata |                           |
|                            | Morel Rodríguez 76' |           | Torres 63' | Árbitro(s): Gustavo Bassi              | Árbitro(s): Gustavo Bassi |

| 22 de enero de 1961, 22:10 | Peñarol       | 5:1 | Independiente | Est. Padre Ernesto Martearena, Salta |                              |
|                            | Abreu 52' (p) |     |               | Árbitro(s): Alejandro Sabino         | Árbitro(s): Alejandro Sabino |

| Equipo        | Pts | PJ | PG | PE | PP | GF | GC | Dif |
| ------------- | --- | -- | -- | -- | -- | -- | -- | --- |
| Barcelona     | 5   | 3  | 2  | 1  | 0  | 4  | 2  | 2   |
| Peñarol       | 4   | 3  | 2  | 0  | 1  | 9  | 4  | 5   |
| Emelec        | 3   | 3  | 1  | 1  | 1  | 6  | 7  | -1  |
| Independiente | 0   | 3  | 0  | 0  | 3  | 2  | 8  | -4  |

- Datos: Q5786979